# Austrofascisme

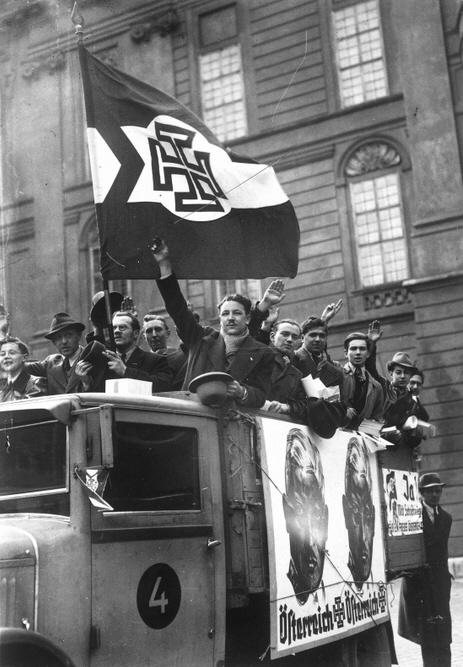
Aanhangers van de Vaderlands Front (1938).

Het austrofascisme was een typisch Oostenrijkse variant van het fascisme en katholiek gekleurd. Belangrijkste doelstelling van het austrofascisme was de invoering van een standenstaat (een typisch Oostenrijkse beschrijving voor het corporatisme) en de afschaffing van het kapitalisme.
Het was dus zeer sterk beïnvloed door conservatieve stromingen. Daarnaast was het austrofascisme sterk antidemocratisch. Antisemitisme was geen element in de ideologie, en vele Joden steunden het regime, steun die enkel toenam na de eerste mislukte nationaalsocialistische staatsgreep van 1934. De regering steunde ook de Salzburger Festspiele, waar veel beroemde Joodse artiesten speelden, wat dan weer leidde tot boycots vanuit het Derde Rijk. Belangrijke exponenten van het austrofascisme waren Engelbert Dollfuss en Kurt Schuschnigg, Oostenrijkse bondskanseliers in de jaren dertig.
Het austrofascisme kwam vooral voor binnen de jeugdbeweging van de Christelijk-Sociale Partij (de partij van Dollfuss) en de Heimwehr. Deze laatste organisatie nam op 18 juni 1930 zelfs het austrofascisme in haar programma op als leidraad.